# Saint-Georges-sur-Allier
Saint-Georges-sur-Allier är en kommun i departementet Puy-de-Dôme i regionen Auvergne-Rhône-Alpes i centrala Frankrike. Kommunen ligger i kantonen Vic-le-Comte som tillhör arrondissementet Clermont-Ferrand. År 2022 hade Saint-Georges-sur-Allier 1 352 invånare.

## Befolkningsutveckling
Antalet invånare i kommunen Saint-Georges-sur-Allier
| Referens: INSEE |